# She & Him
She & Him — американский дуэт, состоящий из Зоуи Дешанель (вокал, фортепиано, укулеле) и Мэттью Уорда (гитара, продюсирование). Дебютный альбом группы, Volume One, был выпущен на Merge Records в марте 2008 года. С дуэтом также работают сессионные музыканты Рейчел Блумберг (барабаны), Майк Могис (стил-гитара, мандолина) и Майк Койкендалл (бас, гитара).

## История
Дешанель и Уорд впервые встретились на съёмочной площадке фильма «За удачей», в котором актриса исполнила главную роль. Режиссёр Мартин Хайнс познакомил их и предложил записать в дуэте песню, которая прозвучит в финальных титрах ленты. Они решили исполнить песню Ричарда и Линды Томпсонов «When I Get to the Border».
Уорд прежде слышал, как поёт Зоуи в фильме «Эльф», и был удивлён, узнав, что она сочиняет песни, хотя и не делает карьеру в музыке. Дешанель объяснила это в интервью Venus Zine: «Я всегда считала, что смогла бы петь и выступать, но в определённый момент мне стало трудно делиться своей музыкой. И так я писала тонны музыки, но на самом деле ничего с ней не делала. Я не знала, с кем именно поработать… пока не встретила Мэтта, и всё, казалось, встало на свои места».

### Volume One
Пара сначала сотрудничала по электронной почте; Уорд работал на своей студии в Портленде, а Дешанель у себя дома в Лос-Анджелесе, затем она отправилась к нему. Они записывались в декабре 2006-го и в феврале — марте 2007-го, после чего сделали перерыв: Уорд отправился на гастроли, а Зоуи — на съёмки. Альбом, названный Volume One, вышел 18 марта 2008 года.
Однако их первое совместное появление на публике в статусе группы состоялось более чем за год до этого, на фестивале «Сандэнс», где демонстрировался фильм «За удачей». Они выступали время от времени на различных мероприятиях и отправились в первое турне летом 2008 года.
Paste Magazine назвал дебют She & Him альбомом года.

### Турне 2008

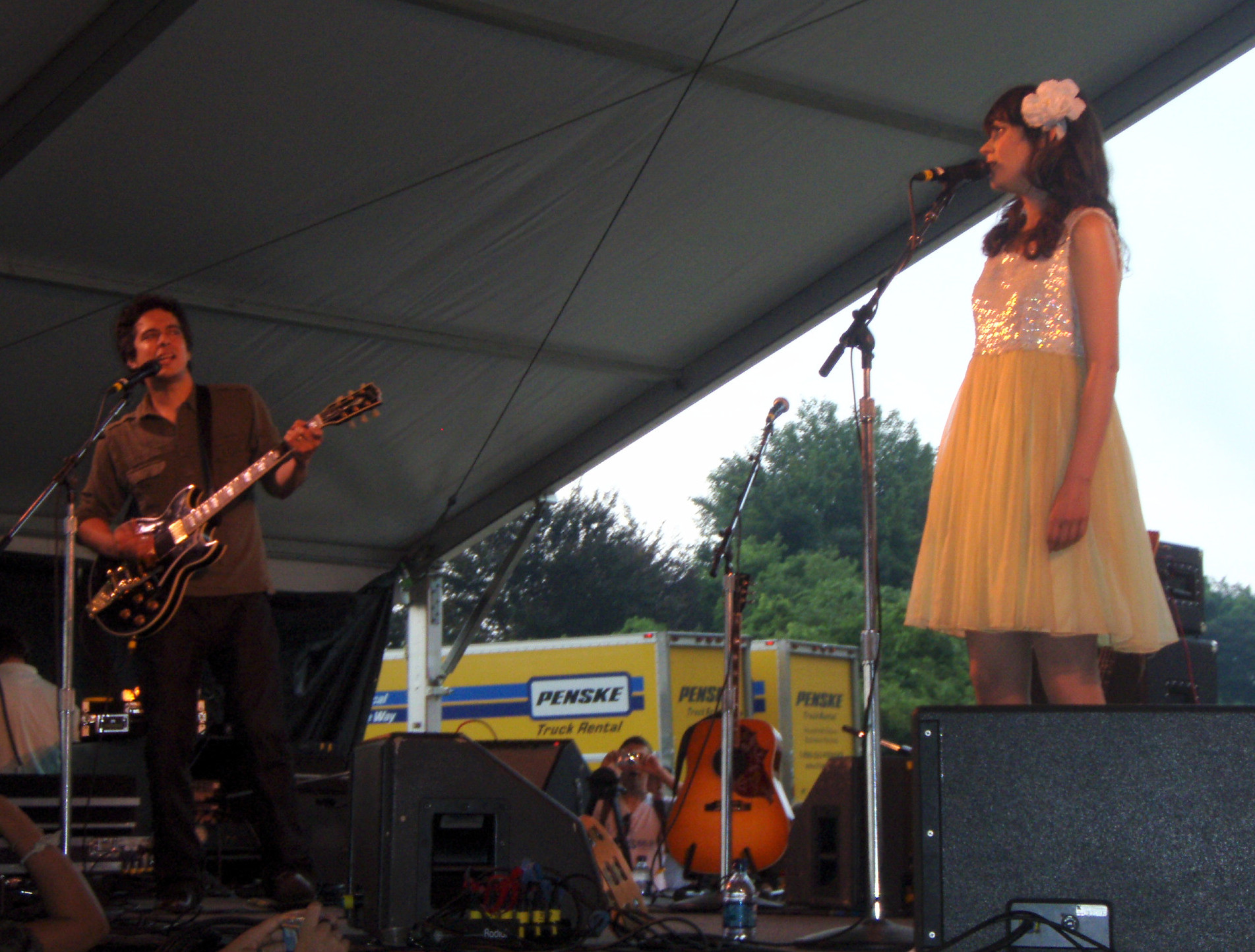
She & Him выступают на Newport Folk Festival (2 августа 2008)

She & Him выступали на фестивале South by Southwest в марте 2008 года и гастролировали в течение июля и августа того же года. Бекки Старк из группы Lavender Diamond сопровождала их в качестве бэк-вокалистки.

### Volume Two
17 марта 2010 года She & Him выпустили второй альбом Volume Two. В него вошли кавер-версии сингла NRBQ 1977 года «Ridin’ in My Car» и «Gonna Get Along Without You Now» Patience and Prudence, а в записи трека «In the Sun» приняла участие в качестве приглашённого исполнителя инди-поп-группа Tilly and the Wall.

### Турне 2010
She & Him гастролировали весной 2010 года. Они давали концерты на территории Соединённых Штатов, в том числе на музыкальных фестивалях South by Southwest, Coachella, Bonnaroo, Savannah, Sasquatch, Nateva, Verge и LouFest в Сент-Луисе. Они также провели турне по Европе, посетив Лондон, Мадрид, Барселону, Париж, Берлин, Копенгаген, Стокгольм, Осло и Амстердам. Мэтт Грейнинг выбрал их для выступления на музыкальном фестивале All Tomorrow’s Parties в Англии.

### 2011 год
She & Him участвовали в альбоме трибьюте Бадди Холли Rave On Buddy Holly, альбом вышел 28 июля.
25 октября She & Him выпустили рождественский альбом A Very She and Him Christmas.

### 2013 год
7 марта 2013 на своем сайте She & Him объявили о релизе нового альбома Volume 3. В альбом вошло 14 композиций: 11 оригинальных песен дуэта и 3 кавера. Также на официальном сайте дуэта опубликована информация о турне 2013 года.

### 2014 год
28 ноября 2014 вышел пятый альбом Classics состоящий из 13 композиций.
2016 год
28 октября 2016 года выпущен Christmas Party — второй рождественский альбом и шестой студийный альбом группы, состоящий из каверов на классические рождественские песни.

## Дискография

### Студийные альбомы
| Volume One                              | - Выпущен: 18 марта 2008 - Лейбл: Merge Records - Формат: CD, цифровая загрузка           | 71 | 18 | — | 8 | —  | —  | —   | —  | —  | —  |
| Volume Two                              | - Выпущен: 23 марта 2010 - Лейбл: P-Vine/Merge Records - Формат: CD, цифровая загрузка    | 6  | 1  | 1 | 1 | 1  | 49 | 104 | 45 | 28 | 62 |
| A Very She & Him Christmas              | - Выпущен: 25 октября 2011 - Лейбл: Merge Records - Формат: CD, цифровая загрузка         | 12 | 2  | 1 | 2 | 3  | —  | —   | —  | —  | —  |
| Volume 3                                | - Выпущен: 7 мая 2013 - Лейбл: Merge Records - Формат: CD, LP, кассета, цифровая загрузка | 15 | 3  | 1 | 2 | 3  | —  | —   | —  | 37 | 63 |
| Classics                                | - Выпущен: 28 ноября 2014 - Лейбл: Columbia Records - Формат: CD, LP, цифровая загрузка   | 41 | 4  | 1 | — | 7  | —  | —   | —  | —  | —  |
| Christmas Party                         | - Выпущен: 28 ноября 2014 - Лейбл: Sony - Формат: CD, LP, цифровая загрузка               | —  | 14 | 5 | — | 23 | —  | —   | —  | —  | —  |
| «—» означает, что релиз не попал в чарт |                                                                                           |    |    |   |   |    |    |     |    |    |    |

### Синглы
| Год  | Сингл                           | Высшие места в чартах | Высшие места в чартах | Высшие места в чартах | Альбом                     |
| Год  | Сингл                           | US                    | US Singles Sales      | FRA                   | Альбом                     |
| ---- | ------------------------------- | --------------------- | --------------------- | --------------------- | -------------------------- |
| 2008 | «Why Do You Let Me Stay Here?»  | —                     | —                     | —                     | Volume One                 |
| 2010 | «In the Sun / I Can Hear Music» | —                     | 4                     | 89                    | Volume Two                 |
| 2010 | «Thieves»                       | —                     | 35                    | —                     | Volume Two                 |
| 2011 | «Baby Its Cold Outside»         |                       |                       |                       | A Very She & Him Christmas |
| 2013 | «I Could’ve Been Your Girl»     |                       |                       |                       | Volume 3                   |
| 2013 | «Never Wanted Your Love»        |                       |                       |                       | Volume 3                   |
| 2014 | «Stay Awhile»                   |                       |                       |                       | Classics                   |
| 2014 | «God Only Knows»                |                       |                       |                       | —                          |
| 2018 | «He Gives His Love to Me»       |                       |                       |                       | He Gives His Love to Me    |
| 2021 | «Holiday»                       |                       |                       |                       | Holiday                    |

### Видеоклипы
| Год  | Название                       | Режиссёр       |
| ---- | ------------------------------ | -------------- |
| 2008 | «Why Do You Let Me Stay Here?» | Эйс Нортон     |
| 2010 | «In the Sun»                   | Пейтон Рид     |
| 2010 | «Thieves»                      | Норвуд Чик     |
| 2011 | «Don’t Look Back»              | Джереми Коннер |
| 2012 | «Baby Its Cold Outside»        | Elliot Dear    |
| 2013 | «I Could’ve Been Your Girl»    | Зоуи Дешанель  |
| 2014 | «Stay Awhile»                  | —              |